# シャリル・シャプイ
シャリル・ヤニス・シャプイ（英: Charyl Yannis Chappuis、1992年1月12日 - ）は、スイス・クローテン出身のサッカー選手。スイス系タイ人。ポジションはミッドフィールダー。タイ・リーグ1、ポートFC所属。姓はシャピュイとも表記される。

## 来歴
父親がスイス人で母親がタイ人のハーフ。2009年のFIFA U-17ワールドカップでは全試合に先発し、U-17スイス代表の優勝に貢献した。スイスの各年代別代表に選出されていたが、2013年にタイ代表を選択した。
2010年2月にグラスホッパーU-18からグラスホッパーII、2011年1月にトップチームに昇格した。スイス1部リーグで出場機会はなく、2011年7月から2012年6月にロカルノ、同年7月から2013年1月にルガーノにローン移籍した。
2013年1月にタイ・プレミアリーグのブリーラム・ユナイテッドに移籍。同年、タイ国籍を取得した。
2014年6月にスパンブリーFCにローンで加入し、翌2015年に完全移籍した。
2017年6月17日、4年半契約でムアントン・ユナイテッドFCに移籍。
2020年2月7日、ポートFCに移籍。

## 個人成績
| 年度 | クラブ                     | 大会                    | 出場 | 得点 |
| ---- | -------------------------- | ----------------------- | ---- | ---- |
| 2013 | ブリーラム・ユナイテッドFC | AFCチャンピオンズリーグ | 7    | 1    |
| 2014 | ブリーラム・ユナイテッドFC | AFCチャンピオンズリーグ | 5    | 0    |
| 通算 | 通算                       | 通算                    | 12   | 1    |

## 代表歴
- 2006年 - 2007年　U-15スイス代表
- 2007年 - 2008年 U-16スイス代表
- 2008年 - 2009年 U-17スイス代表
- 2009年 - 2010年 U-18スイス代表
- 2010年 - 2011年 U-19スイス代表
- 2011年 U-20スイス代表
- 2013年 - 2014年 U-23タイ代表
- 2014年 - タイ代表

## タイトル

### 代表
U-17スイス代表
- FIFA U-17ワールドカップ 優勝 : 2009年

### クラブ
ブリーラム・ユナイテッド
- タイ・プレミアリーグ 優勝 : 2013年
- コー・ロイヤルカップ 優勝 : 2013年